# Aldebaran (torpediniera)
L’Aldebaran è stata una torpediniera della Regia Marina.

## Storia
Poco dopo l'entrata in servizio la nave fu inviata in Sicilia e nel Dodecaneso per crociere di prova.
Nel 1937-1938 la torpediniera prese parte alla guerra civile spagnola, partecipando ad azioni a contrasto del contrabbando di armi e rifornimenti per le truppe repubblicane spagnole.
Il 5 maggio 1938 la nave partecipò alla grande rivista navale «H» nel golfo di Napoli.

### 1940
All'inizio della seconda guerra mondiale l’Aldebaran faceva parte della XII Squadriglia Torpediniere, che formava insieme alle gemelle Andromeda, Altair ed Antares.
Inizialmente svolse compiti di scorta al traffico e vigilanza antisommergibile, operando principalmente in Adriatico e lungo le coste della Dalmazia.
Già il 13 giugno 1940, appena tre giorni dopo l'ingresso dell'Italia nel conflitto, l’Aldebaran svolse una caccia antisommergibile, il cui esito non poté essere accertato.
L'indomani le quattro unità della XII Squadriglia lasciarono Trapani e furono inviate a La Spezia, in seguito al bombardamento di alcune città liguri da parte di una squadra navale francese.
Il 6 agosto la torpediniera, insieme alle gemelle Pleiadi, Cigno e Cassiopea, scortò gli incrociatori Alberico Da Barbiano ed Alberto Di Giussano ed i cacciatorpediniere Pigafetta e Zeno impegnati nella posa di sbarramenti di mine nelle acque di Pantelleria.
Nella notte tra il 5 ed il 6 settembre 1940 l’Aldebaran effettuò la posa di un campo minato al largo della Valletta insieme alle unità sezionarie.
Tra il 31 ottobre ed il 1º novembre Altair, Andromeda, Antares ed Aldebaran avrebbero dovuto appoggiare le «Forze Navali Speciali» nelle operazioni di sbarco a Corfù, ma tale sbarco venne cancellato poco dopo la partenza delle navi dalla base; le truppe imbarcate sulle unità da sbarco (due vetusti incrociatori, altrettanti anziani cacciatorpediniere, undici vecchie torpediniere, quattro incrociatori ausiliari, tre navi da sbarco e quattro MAS) vennero trasportate da queste a Valona.
Dal novembre 1940 all'aprile 1941 l’Aldebaran operò in Albania e (più saltuariamente) in Libia, al comando del capitano di corvetta Antonio Giungi, il quale fu decorato di medaglia di bronzo al valor militare per le azioni condotte in tale periodo.

### 1941
Il 27 gennaio 1941, alle 8.30, la nave salpò da Palermo per scortare a Tripoli i piroscafi Motia e Delfin. Tre giorni dopo, alle 17 del 30 gennaio, il convoglio, in posizione 32°55' N e 12°41' E (una trentina di miglia a nord di Zawiya), venne infruttuosamente attaccato dal sommergibile britannico Upholder: l’Aldebaran diede quindi la caccia con bombe di profondità al sommergibile avversario, senza tuttavia cogliere risultati Il convoglio giunse a destinazione alle nove di sera dello stesso giorno.
Alle 18.30 del 9 febbraio l'Aldebaran lasciò Tripoli per scortare a Napoli, lungo la rotta di rientro in Italia, i trasporti truppe Esperia, Conte Rosso, Marco Polo e Calitea (scortati, oltre che dalla torpediniera, dai cacciatorpediniere Freccia, Tarigo e Saetta). Lo stesso giorno il convoglio venne attaccato dal sommergibile britannico Truant al largo di Tripoli, ma non riportò danni. Mentre il resto del convoglio giunse in porto alle 9.30 del 12 febbraio, Aldebaran e Calitea vi arrivarono con un giorno di ritardo.
Il 24 febbraio l'unità scortò da Napoli a Tripoli, insieme ai cacciatorpediniere Saetta, Baleno, Geniere e Camicia Nera ed alla torpediniera Orione, i trasporti truppe Marco Polo, Conte Rosso, Esperia e Victoria Come scorta indiretta si aggiungevano gli incrociatori leggeri Diaz e Bande Nere ed i cacciatorpediniere Ascari e Corazziere: l'indomani il sommergibile britannico Upright silurò il Diaz, che s'inabissò in posizione 34°33' N e 11°45' E, trascinando con sé la maggior parte del proprio equipaggio.
In maggio l’Aldebaran prese parte alle operazioni per l'occupazione di Creta da parte delle forze dell'Asse.
Il 3 ottobre l'unità lasciò Salonicco per scortare al Pireo, unitamente alle vecchie torpediniere Monzambano e Calatafimi, un convoglio composto dalla nave cisterna Torcello e dal piroscafo francese Teophile Gautier. Alle 18.40 dell'indomani, tuttavia, il sommergibile britannico Talisman lanciò un siluro contro il Gautier: l'arma andò a segno ed il mercantile s'inabissò nel punto 37°51' N e 24°35' E.
All'una di notte del 20 ottobre 1941 la torpediniera salpò dal Pireo per prestare soccorso alla gemella Altair, che, durante una missione di scorta convogli, aveva urtato una mina che le aveva asportato la prua. Durante la navigazione per raggiungere l'unità sinistrata, tuttavia, anche l’Aldebaran, alle 8.05 dello stesso giorno, incappò nelle stesse mine (facenti parte di uno sbarramento di 50 ordigni posato dal sommergibile britannico Rorqual l'8 ottobre) e dopo 55 minuti di agonia s'inabissò nel golfo di Atene, in posizione 37°22' N e 23°52' E.
La torpediniera Aldebaran è stata trovata presso l'isola di San Giorgio (golfo di Atene) a febbraio 2014 dal gruppo immersione di Antonis Grafas (Grecia) [18].
Comandanti
Tenente di vascello Antonio Giungi (nato a Guastalla il 19 luglio 1907) (novembre 1940 - 20 ottobre 1941)